# مارک روتموند
مارک روتموند (آلمانی: Marc Rothemund؛ زادهٔ ۲۶ اوت ۱۹۶۸) کارگردان فیلم اهل آلمان است.
وی همچنین برندهٔ جوایزی همچون جایزه فیلم آلمان شده‌است.

## فیلم‌شناسی
- Das merkwürdige Verhalten geschlechtsreifer Großstädter zur Paarungszeit (۱۹۹۸)
- Ants in the Pants (۲۰۰۰)
- سوفی شول، روزهای آخر (۲۰۰۵)
- پورنوراما (۲۰۰۷)
- Single by Contract (۲۰۱۰)
- The Girl with Nine Wigs (۲۰۱۳)
- My Blind Date With Life (۲۰۱۷)